# Forces irakiennes libres
 (août 2023).
Les Forces irakiennes libres (FIL) étaient une milice composée d'expatriés irakiens, qui ont servi lors de l'invasion de l'Irak en 2003 et ses conséquences, sous le contrôle du gouvernement en exil du Congrès national irakien d'Ahmed Chalabi. La branche spécifiquement paramilitaire du programme était également connue sous le nom de Forces combattantes irakiennes libres (FCIL), tandis que d'autres éléments servaient d'interprètes ou sur des projets d'affaires civiles,.

## Composition

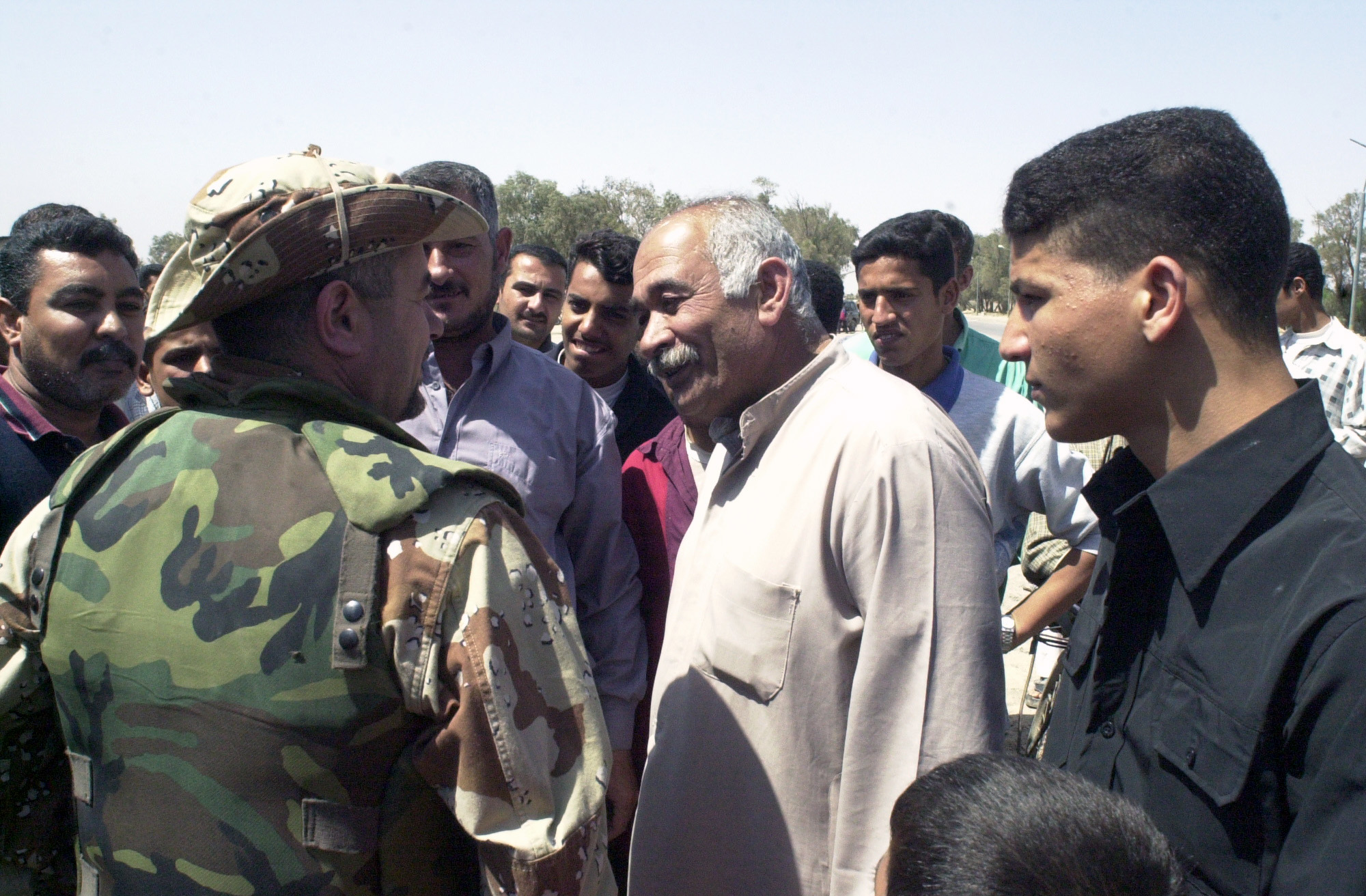
Un soldat des FIL en uniforme de camouflage américain.

L'intention initiale du bureau américain du secrétaire à la Défense était de recruter et de former 3 000 expatriés irakiens à Taszar, en Hongrie, en vue de la guerre. Le recrutement, cependant, est tombé bien en dessous du nombre cible et était d'une utilité militaire douteuse, allant de 18 à 55 ans.

## Opérations
Le programme a été considéré comme un échec, avec à un moment donné quelque 63 millions de dollars dépensés pour recruter et former 69 soldats pour le FIL, et le programme a été dissous en avril 2003. Le FIFF n'a jamais compté plus de 500 soldats. Les unités étaient également considérées comme indisciplinées, pro-chiites et anti-sunnites, et engagées dans des pillages.